# الکساندرا، جیمینا زیچلین
الکساندرا، جیمینا زیچلین (به لاتین: Aleksandrów, Gmina Żychlin) یک منطقهٔ مسکونی در لهستان است که در Gmina Żychlin واقع شده‌است.